# Stop Bzdurom
Stop Bzdurom (Detén la mierda) fue un colectivo anarquista queer de Varsovia que se creó con el objetivo de luchar contra la homofobia y la transfobia, oponiéndose a las acciones de la fundación provida Fundación Pro. Fue fundado en mayo de 2019 por Małgorzata "Margot" Szutowicz y Zuzanna "Łania" Madej.
Una serie de acciones directas realizadas por el colectivo en el verano de 2020 provocó una amplia atención mediática y un profundo debate social polarizado sobre los derechos de las personas LGBT+, al que asistieron, entre otros, representantes del mundo de la cultura, la ciencia, las más altas esferas de la política polaca o los jerarcas de la Iglesia católica en Polonia.
La organización se disolvió en 2021.

## Puntos de vista

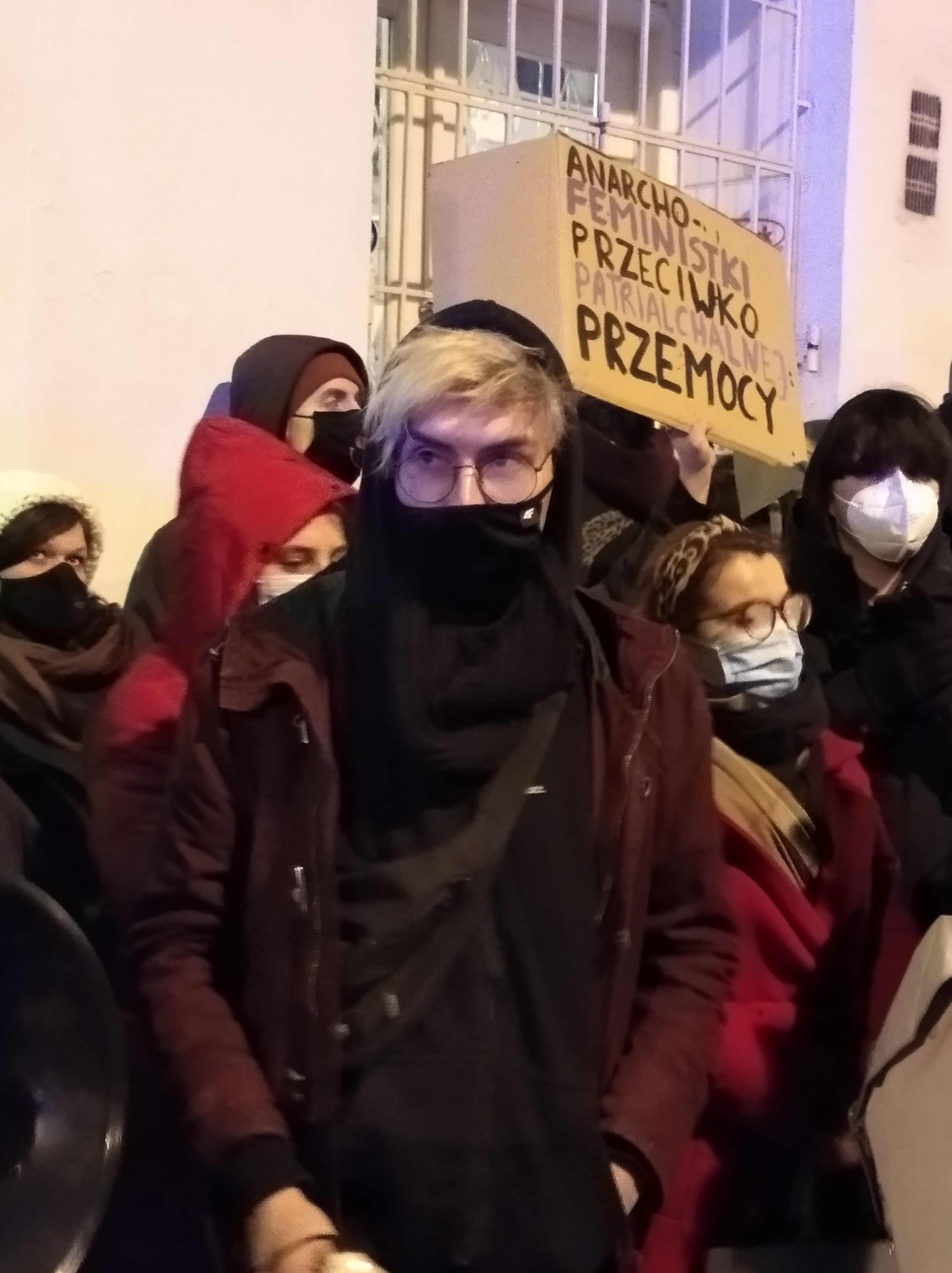
Margot Szutowicz, 2021.

En una entrevista con la BBC en septiembre de 2020, Szutowicz explicó: "Quiero mostrar a mi comunidad que ya no tenemos que vivir con miedo [...] Llevamos años pidiendo unas disposiciones mínimas y una legislación que nos proteja, si no de la discriminación, al menos de la violencia física". Respecto a si la violencia es un método válido de resistencia, respondió: "La gente que no ha vivido la vida de la comunidad LGBT en este país no debería juzgarnos [...] Y nadie debería sorprenderse si al final nos vemos obligados a tomar las cosas en nuestras manos".
Mientras estaba detenida, Szutowicz inició una huelga de hambre y solicitó un Nuevo Testamento, y luego afirmó que el cristianismo es un asunto demasiado serio para dejarlo en manos de los católicos polacos . Margot también declaró que era cristiana.

## Actividad
El colectivo inició su actividad en mayo de 2019, en oposición a la actividad de la Fundación Pro, cuyos voluntarios recogieron firmas en el marco de la iniciativa cívica legislativa Ley Alto a la Pedofilia, que da nombre al colectivo. El proyecto de ley suponía penas mayores para los actos de pedofilia, pero también, con el pretexto de contrarrestar estos actos, penalizaba la educación sexual. El impulso para una acción organizada, y al mismo tiempo un claro punto de inflexión, que marca la transformación de la actividad activista actual de Małgorzata "Margot" Szutowicz y Łania Madej en el colectivo Stop Bzdurom fueron las repercusiones tras una escaramuza verbal entre ellas y varios transeúntes con los voluntarios de la Fundación Pro, que tuvo lugar el 15 de mayo de 2019 en el "Pan" de Varsovia (la plaza frente a la entrada del Metro Centrum). Como resultado, se produjo un forcejeo entre los transeúntes y los miembros de la Fundación y la policía. En ese momento fueron detenidas varias personas, entre ellas Małgorzata Szutowicz.
Después de los acontecimientos en el centro de Varsovia, Łania Madej y Małgorzata Szutowicz decidieron crear el colectivo Stop Bzdurom. Inicialmente, su objetivo era oponerse a las actividades de la Fundación Pro, así como crear más teorías sobre el pensamiento anti-LGBT, y luchar contra la desinformación sobre la educación sexual. El colectivo abogó por una lucha radical y de base por los derechos de las personas LGBT+. A menudo expresó su apego a las ideas anarquistas y el escepticismo hacia la política dominante.
El colectivo organizó inicialmente una serie de eventos de danza frente a las instalaciones de la Fundación Pro. Despertaron interés en el espacio público, gracias a lo cual el colectivo emprendió nuevas actividades; lanzaron un sitio web y una fanpage en Facebook, a través de los cuales desmintieron la información brindada por la Fundación Pro. También se imprimieron y distribuyeron folletos que explican qué es la educación sexual y explicaban algunos de los términos relacionados con ella. El colectivo participó en muchas otras actividades educativas y de apoyo para la comunidad LGBT en Polonia.
En junio de 2020, durante la campaña electoral que precedió a las elecciones presidenciales, el colectivo organizó un evento frente al Palacio Presidencial en Varsovia, titulado "Una provocación de la ideología LGBT", que se suponía que era una respuesta a la declaración del presidente Andrzej Duda, quien dijo durante un mitin en Brzeg que la comunidad LGBT no son personas, sino ideología.

### Destrucción de pancartas en camionetas de reparto
Uno de los objetivos de la Fundación Pro es limitar el derecho a practicar el aborto. Su actitud se populariza, entre otros, mostrando imágenes de niños y fetos muertos en espacios públicos. La organización hace esto con mayor frecuencia mostrando pancartas, colocando carteles en vallas publicitarias, así como camiones con fotos circulando por la ciudad. Estas acciones, organizadas en varias ciudades polacas, suscitaron mucha controversia y también fueron atacadas directamente. Tras lanzar la campaña “Alto a la Pedofilia”, la Fundación comenzó a colocar camionetas con pancartas en las carreteras, con consignas sobre supuestos vínculos entre la homosexualidad y la pedofilia, así como oponerse a la educación sexual. El colectivo Stop Bzdurom expresó su firme oposición a los métodos utilizados por la fundación. Ya en 2019, personas asociadas al colectivo habían destrozado una de las furgonetas antiaborto .[cita requerida]

#### Evento en la calle Wilcza
En junio de 2020, hubo publicaciones en el perfil de Facebook del colectivo sobre el paro de los camiones de la Fundación Pro, así como las pintadas sobre sus matrículas y lonas. El 27 de junio, en la calle Wilcza de Varsovia (cerca del centro social ocupado de Syrena ), una de las furgonetas fue detenida y luego destruida por un grupo de personas. Durante el incidente, se alega que Małgorzata Szutowicz atacó al conductor del vehículo. El fragmento de la grabación del incidente, publicado por la fundación, muestra que Łania Madej también participó en el evento. Margot le dijo a la BBC que solo intentó evitar que el conductor del camión la filmara con su teléfono móvil y no lo agredió: "Ojalá pudiera haberlo golpeado, pero era tres o cuatro veces más grande que yo".
En la mañana del 14 de julio, la policía vestida de civil entró en el apartamento donde se alojaba Małgorzata Szutowicz. Según los relatos de los presentes en el lugar, los agentes primero amenazaron con abrir la puerta a la fuerza, y luego de abrirla, no dieron el motivo de la agresión y no permitieron que se anotara la fecha. La activista fue sacada del apartamento sin zapatos y no se le informó de su paradero. Al día siguiente, el Tribunal de Distrito de Varsovia-Mokotów rechazó la solicitud del fiscal de detener a Małgorzata Szutowicz durante dos meses.

### Colgado de banderas en monumentos
En la noche del 28 al 29 de julio, los colectivos Stop Bzdurom, Gang Samzamęt y Poetka organizaron una campaña de desobediencia civil que incluyó la exhibición de banderas arco iris en los monumentos de Varsovia. También había una proclama ideológica al lado de cada uno, y en algunos de ellos colgaban pañuelos rosas con el símbolo del anarquismo queer. Los monumentos con banderas fueron los monumentos de Józef Piłsudski, Nicolaus Copernicus, Jesucristo, Wincenty Witos y las Sirenas. La acción generó un debate en Internet casi de inmediato. También causó una gran controversia, especialmente relacionada con el hecho de colgar la bandera en la estatua de Jesucristo en la iglesia de la Santa Cruz de en Varsovia. El caso fue discutido en medios de todo el país, y los círculos conservadores acusaron a las personas que participaron en la acción de profanación. El primer ministro Mateusz Morawiecki también reaccionó al evento encendiendo una vela en la estatua de Jesucristo el 29 de julio y comentando el evento con las palabras: “No cometeremos los errores de Occidente. La tolerancia hacia la barbarie conduce a esto”. El 6 de agosto, después de prestar juramento por otro mandato, Andrzej Duda depositó flores en el monumento.
En los días posteriores a la colocación de banderas en los monumentos de Varsovia, la Jefatura de Policía de Varsovia arrestó a tres personas asociadas con la acción, incluidos miembros del colectivo Stop Bzdurom. Se criticó especialmente la forma en que fue arrestada Małgorzata Szutowicz, que fue detenida por agentes vestidos de civil en pleno día en la calle. Estas acciones se realizaron a petición del viceministro de Justicia Sebastián Kaleta, quien acudió a la fiscalía por insultar los sentimientos religiosos e insultar los monumentos de Varsovia. Los activistas fueron liberados pronto, pero el 7 de agosto, el tribunal de Varsovia examinó la denuncia de la Fiscalía de Distrito de Varsovia contra la decisión anterior del tribunal de no arrestar y ordenó que Małgorzata Szutowicz fuera detenida durante 2 meses. Los fundamentos de la decisión fueron clasificados inicialmente por la fiscalía, pero finalmente fueron revelados. Las razones fueron dadas como "temor a huir o esconderse", "alta probabilidad de cometer el acto alegado", así como el temor de "realizar acciones ilícitas que influyan en el curso del proceso". La decisión fue abordada negativamente, entre otros, por el Comisionado de Derechos Humanos del Consejo de Europa, Dunja Mijatović  y el presidente de Court Watch Polska, Bartosz Pilitowski.

#### Protestas el 7 de agosto
En la siguiente detención de Małgorzata Szutowicz, que tuvo lugar frente a la Campaña contra la Homofobia, hubo protestas, durante las cuales fueron arrestadas 48 personas. Después de los hechos, las actuaciones policiales fueron etiquetadas de brutalidad policial y además superar con creces el mínimo exigido. El Defensor del Pueblo, Adam Bodnar, se refirió al caso y señaló que la policía capturó a personas al azar en la calle y luego las arrestó. Las autoridades polacas han sido acusadas en muchos medios de utilizar el aparato represivo policial para perseguir a las minorías sexuales. En respuesta a las denuncias de brutalidad, el 10 de agosto, la policía publicó videos del comportamiento de los manifestantes. Después de los acontecimientos relacionados con el arresto de Małgorzata Szutowicz, se organizaron acciones de solidaridad en toda Polonia y en el extranjero. La manifestación en Varsovia en la Plaza del Desfile reunió a varios miles de personas. Los medios extranjeros también hablaron sobre todo el caso. También se envió una carta abierta a las autoridades polacas exigiendo la liberación de Małgorzata Szutowicz y la garantía de los derechos de las personas LGBT. La carta fue firmada por varios cientos de académicos de todo el mundo, incluidos: Natalia Aleksiun, Maurice Aymard, Daniel Beauvois, Judith Butler, Noam Chomsky, Natalie Zemon Davis y Galit Hasan-Rokem. También había una carta firmada por gente de la cultura (firmada, entre otros, por Pedro Almodóvar, Margaret Atwood, Richard Flanagan, Ed Harris, Slavoj Žižek y Olga Tokarczuk), así como por personas que apoyaban a Margot (incluidos Adam Boniecki, Maja Komorowska, Michael Schudrich, Paula Sawicka, Alfred Wierzbicki y Jacek Jassem).
Margot fue malinterpretada por la policía polaca y los políticos de derecha. Algunos medios de comunicación, como Onet y Radio Nowy Świat, también usó el nombre de pila masculino de Szutowicz . Este último comenzó a usar el nombre preferido de Margot después de la reacción violenta y las amenazas de que sus seguidores cortaran sus donaciones. También condujo a la dimisión del presidente Piotr Jedliński.
El 4 de septiembre de 2020, Margot fue liberada de prisión tras una apelación legal exitosa. Después de su liberación, publicó una fotografía en la que levantaba el dedo corazón y sostenía un letrero de scrabble que decía "Polonia, maldita [sic], deja de arrestar a mi Margot". El 7 de septiembre de 2020, se llevó a cabo una protesta en apoyo de Margot frente al monumento al martirio en la plaza del Mercado Viejo, Bydgoszcz.

### Disolución
A mediados de 2021, las líderes de Stop Bzdurom lo disolvieron porque ya no querían trabajar como grupo público. En una entrevista, Małgorzata Szutowicz dijo que tener un cargo público en los medios no la ayudaba a alcanzar sus objetivos y que ahora estaba trabajando en segundo plano para apoyar a otros grupos.